# Sankt Clemens Kirke (Rømø)
 For alternative betydninger, se Sankt Clemens Kirke. (Se også artikler, som begynder med Sankt Clemens Kirke)
Sankt Clemens Kirke (Rømø Kirke) er en kirke beliggende i Rømø Kirkeby på Rømø midtvejs mellem Rømø-dæmningen og Havneby i Tønder, Højer og Lø Herred.

## Historie
Kirken er opført omkring 1200 og kraftigt udvidet i 1600- og 1700-tallet. Den er indviet til sømændenes skytshelgen, sankt Clemens, og er udsmykket med flere votivskibe (modelskibe).
Det mest særprægede ved kirkerummet er de 15 hatteknager, der hænger ned fra loftet. På flere af dem finder man ejermændenes initialer.
I 1800-tallet solgtes retten til at sætte sit navn på bestemte pladser på kirkebænkene, hvilket stadig kan ses på flere af dem. Indtægterne blev brugt til vedligehold af kirken. Blandt køberne var skibsreder A.P. Møllers oldeforældre. Kirken blev også opsøgt af dansktalende beboere fra List på naboøen Sild, de have også deres egne bænke i kirken. På kirkegården findes en enestående samling af karakteristiske gravsten over "kommandører" (skibsførere), der i flere tilfælde har taget deres egen gravsten med hjem fra egnene omkring Rhinmundingen. Hollandske mestre huggede både indskrift og billeder i kalkstenen. Som regel blev det en hel levnedsbeskrivelse med plads til at tilføje kommandørens og hans kones død.

## Sagnet om dengang, kirken skulle flyttes
I 1600-tallet boede der på naboøen Sild en skælm ved navn "Pua" (Povl) Modders. På den tid kom det på mode blandt mændene på vadehavsøerne at have rød jakke på om søndagen og ved andre højtider. Modders var en dreven tyveknægt, men for fattig til at anskaffe en sådan jakke. Han blev så drillet for sin manglende søndagsjakke af folk, han selv havde holdt for nar. Til sidst flyttede han til Rømø, hvor beboerne var optaget af at få kirken flyttet nogle alen mod syd, men ikke vidste, hvordan sagen bedst kunne løses. Modders rådede dem til at stille sig på nordsiden af kirken for at skubbe kirken på den ønskede plads, markeret med en rød jakke. Når man ikke længere kunne se jakken, var kirken rigtigt anbragt. Rømeserne fulgte hans råd, og skubbede i samlet flok på kirkemuren, mens Modders en gang imellem løb om på sydsiden for at se, hvor langt de var kommet. Til sidste kunne han bekræfte, at den røde jakke var væk. Nu stod kirken, som de ville. Men næste søndag kom Modders anstigende i en rød jakke, der blev genkendt som den, der nu skulle have ligget under kirken. Modders forstod snart, at han gjorde klogt i at returnere til Sild.

## Eksterne kilder og henvisninger
- Sankt Clemens Kirke hos KortTilKirken.dk
- Sankt Clemens Kirke i bogværket Danmarks Kirker (udg. af Nationalmuseet)

- Wikimedia Commons har flere filer relateret til Sankt Clemens Kirke (Rømø)